# الصوم في شهر المحرم
الصوم في شهر المحرم من أفضل أنواع صوم النفل، وشهر المحرم الحرام، هو أحد الأشهر الحرم وهي: المحرم وذو القعدة وذو الحجة وشهر رجب، ويعد شهر المحرم أول أشهر السنة القمرية، والصوم في شهر المحرم مستحب، وهو من أنواع صوم النفل، الذي ثبث في الحديث استحباب صيامه وبيان فضله، فعن أبي هريرة قال: «سئل رسول الله ﷺ، أي الصلاة أفضل بعد المكتوبة؟ قال: «الصلاة في جوف الليل» قيل: ثم أي الصيام أفضل بعد رمضان؟ قال: «شهر الله الذي تدعونه المحرم»». «عن أبي هريرة قال: سئل رسول الله ﷺ: أي الصلاة أفضل بعد المكتوبة؟ قال: «الصلاة في جوف الليل»، قال: فأي الصيام أفضل بعد رمضان؟ قال: «شهر الله المحرم». رواه الجماعة إلا البخاري ولابن ماجه منه فضل الصوم فقط».

## فضل صوم المحرم
الصوم في شهر المحرم الحرام أفضل الصوم في شهور السنة القمرية بعد صوم شهر رمضان، فقد روي مسلم في صحيحه: عن حميد بن عبد الرحمن الحميري، «عن أبي هريرة رضي الله عنه قال قال رسول الله صلى الله عليه وسلم: أفضل الصيام بعد رمضان شهر الله المحرم وأفضل الصلاة بعد الفريضة صلاة الليل». ورواه أبو داود في سننه، وفي رواية لمسلم: عن حميد بن عبد الرحمن، «عن أبي هريرة رضي الله عنه يرفعه قال سئل أي الصلاة أفضل بعد المكتوبة وأي الصيام أفضل بعد شهر رمضان فقال أفضل الصلاة بعد الصلاة المكتوبة الصلاة في جوف الليل وأفضل الصيام بعد شهر رمضان صيام شهر الله المحرم». وفي هذه الرواية بيان سبب الحديث أنه كان جوابا لسؤال عن أفضل الصوم بعد شهر رمضان، قال النووي: «قوله ﷺ: «أفضل الصيام بعد رمضان شهر الله المحرم» تصريح بأنه أفضل الشهور للصوم، وقد سبق الجواب عن إكثار النبي صلى الله عليه وسلم من صوم شعبان دون المحرم، وذكرنا فيه جوابين: أحدهما: لعله إنما علم فضله في آخر حياته، والثاني: لعله كان يعرض فيه أعذار من سفر أو مرض أو غيرهما».

## الصوم في الأشهر الحرم
الأشهر الحرم هي التي اختصها الله من بين أشهر السنة الهلالية بمكانتها...
وروى أبو داود أيضا: «عن عثمان يعني ابن حكيم قال سألت سعيد بن جبير عن صيام رجب فقال أخبرني ابن عباس أن رسول الله صلى الله عليه وسلم كان يصوم حتى نقول لا يفطر ويفطر حتى نقول لا يصوم». قال النووي: «الظاهر أن مراد سعيد بن جبير بهذا الاستدلال أنه لا نهي عنه ولا ندب فيه لعينه بل له حكم باقي الشهور، ولم يثبت في صوم رجب نهي ولا ندب ولا نهي لعينه، ولكن أصل الصوم مندوب إليه». وفي سنن أبي داود أن رسول الله صلى الله عليه وسلم ندب إلى الصوم من الأشهر الحرم ورجب أحدها، قاله في عون المعبود.
«عن هنيدة بن خالد عن امرأته عن بعض أزواج النبي صلى الله عليه وسلم قالت كان رسول الله صلى الله عليه وسلم يصوم تسع ذي الحجة ويوم عاشوراء وثلاثة أيام من كل شهر أول اثنين من الشهر والخميس».
ومنها صوم العشر من ذي الحجة وفي الحديث: «عن سعيد بن جبير عن ابن عباس قال قال رسول الله صلى الله عليه وسلم ما من أيام العمل الصالح فيها أحب إلى الله من هذه الأيام يعني أيام العشر قالوا يا رسول الله ولا الجهاد في سبيل الله قال ولا الجهاد في سبيل الله إلا رجل خرج بنفسه وماله فلم يرجع من ذلك بشيء».